# Team Vulcun
Team Vulcun是一家效力于英雄联盟冠军联赛（NA LCS）的《英雄联盟》队伍。队伍于2013年2月2日在收购Team FeaR后成立。
Team Vulcun在NA LCS 2013年春季赛和夏季赛均获得季军，他们也因此成功晋级英雄联盟第三赛季全球总决赛，他们在B组中排名第4，总成绩排在第11-12位。
2013年10月16日，Team Vulcun宣布将更名为XDG Gaming。约一年后，俱乐部正式解散。

## 最后队员名单
| 国籍   | ID             | 姓名              | 位置 |
| ------ | -------------- | ----------------- | ---- |
| 美国   | Sycho Sid      | 本尼·洪           | 上单 |
| 菲律宾 | Xmithie        | 杰克·普切罗       | 打野 |
| 美国   | mandatorycloud | 扎卡里·霍沙尔     | 中单 |
| 美国   | Zuna           | 克里斯托弗·布希特 | 下路 |
| 美国   | BloodWater     | 柳博米尔·斯帕索夫 | 辅助 |